# シロテングタケ
シロテングタケ（白天狗茸、学名: Amanita neo-ovoidea）はテングタケ科テングタケ属に属する中型から大型のキノコ（菌類）。毒キノコのひとつ。

## 分布・生態
日本のほか、中国、ネパール、ヒマラヤに分布する。
菌根菌。夏から秋にかけて、シイ・カシ林やブナ・ミズナラ林などの広葉樹下、またはアカマツ・コナラ林などの雑木林の地上に発生する。日本では、夏の雑木林の中で、かなりふつうに見られる。

## 形態
子実体は傘と柄からなり、全体が白色で粉質物に覆われる。傘は径7.5 - 10センチメートル (cm) 。傘の表面は白色で、同色の粉質物に覆われ、湿っているときは多少の粘性がある。また薄茶色から淡黄土色で膜質の薄皮（大きなツボの破片）を被り、縁にはツバの名残が垂れて粉状となり、ときに地上を汚す。傘の縁に条線はない。傘裏のヒダは白色から淡いクリーム色、または薄いピンク色で密に配列する。
柄は長さ11 - 13 cm。柄の表面は粉状からおがくず状になり、ツバは白色で綿くず状から膜状で、脆くて傘が開く際に細かく崩れて失われやすい。柄の基部は棍棒状から紡錘状に膨らんで、薄茶色のツボがとれた名残がある。

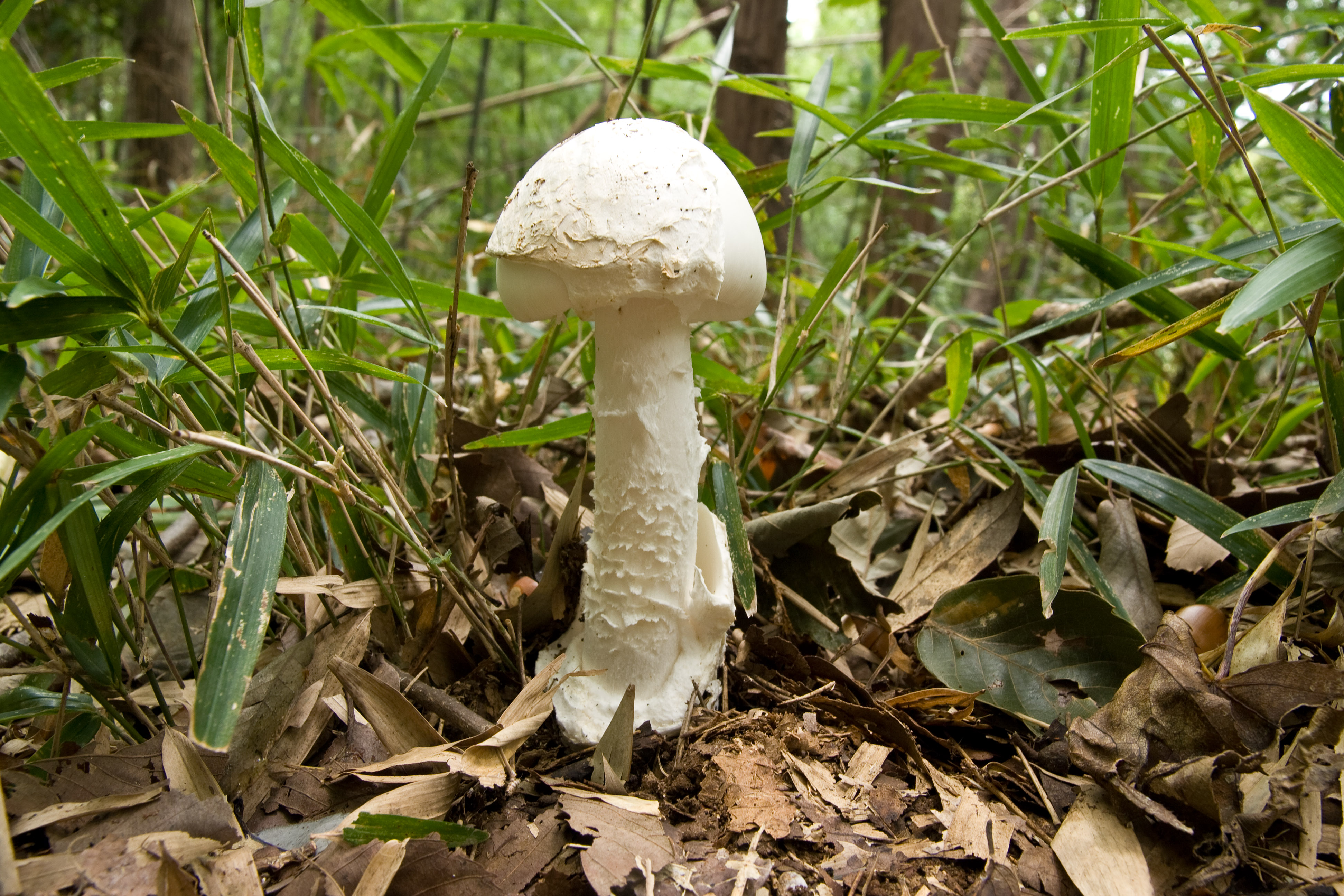
幼菌
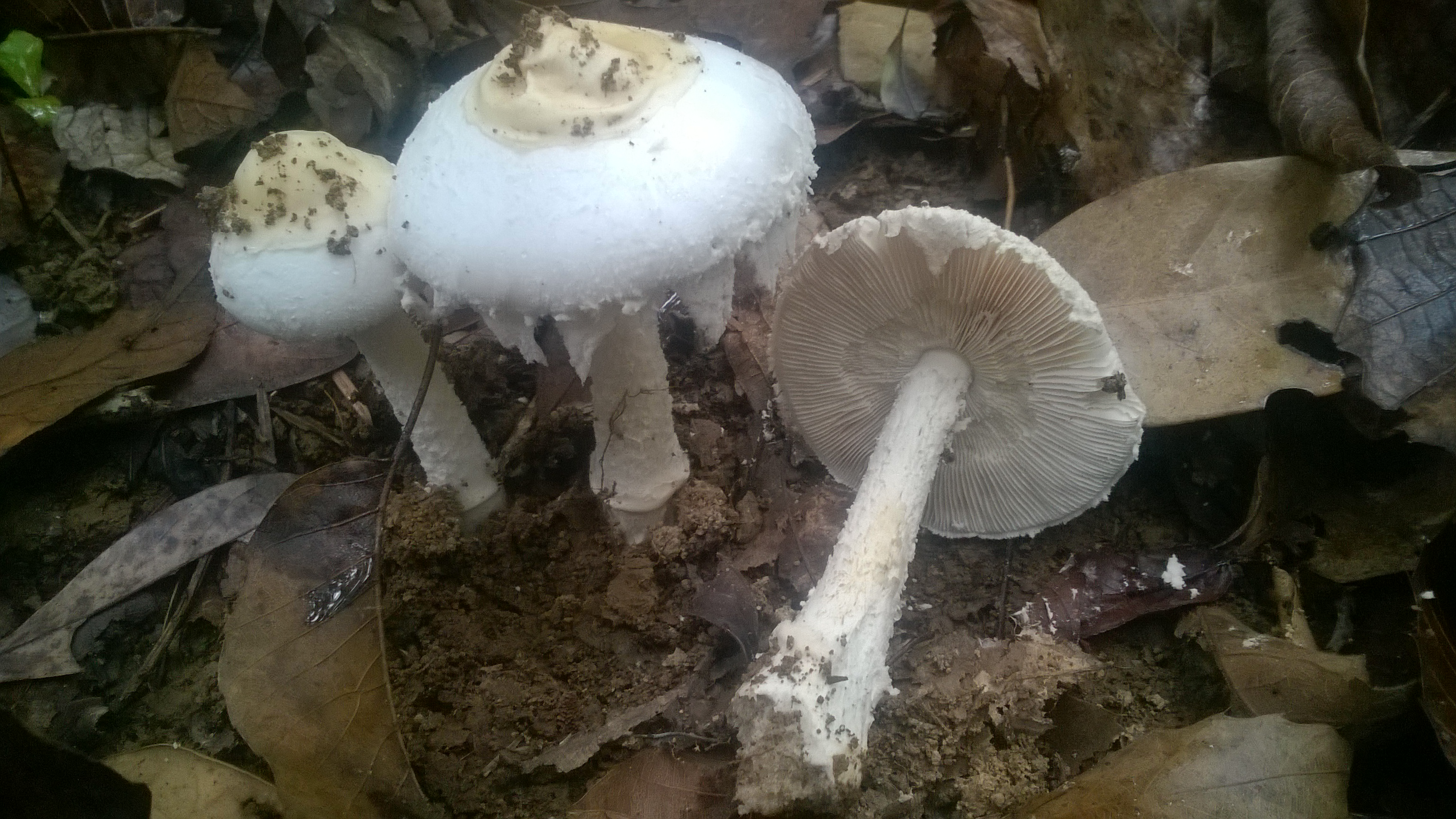
傘の表面に膜質のツボの名残がつく
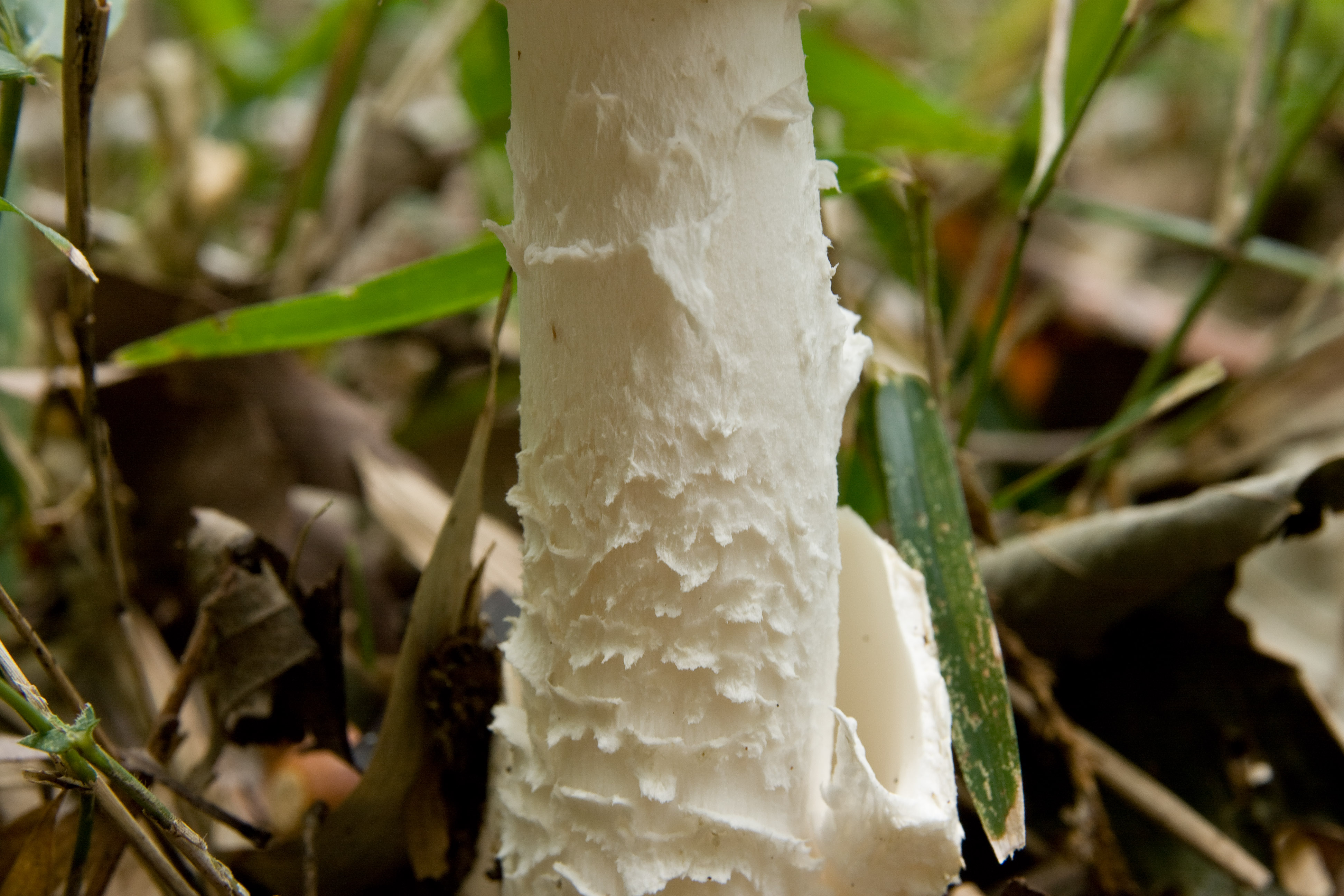
柄の表面はおがくず状にささくれる

## 毒性
シロテングタケは有毒のキノコで、食用となるモミタケ（Catathelasma ventricosum）との誤食に注意が呼びかけられている。
有毒成分として、2-アミノ-4,5-ヘキサジエン酸が含まれていることが判明している。誤食により中毒を起こすと、激しい嘔吐などの胃腸系の中毒と幻覚などの神経系の中毒を起こす。

## 類似するキノコ
猛毒菌のフクロツルタケ（Amanita volvata）に似ているが、フクロツルタケは表面が粉状で柄の基部に深い膜質のツボがあり、さわると赤茶色に変色するが、シロテングタケのほうは肉が傷ついても変色しない。